# Ivančna Gorica
Ivančna Gorica este o localitate din comuna Ivančna Gorica, Slovenia, cu o populație de 1.578 de locuitori.